# 빛나는 별
〈빛나는 별〉(일본어: 輝 かがや[*]ける星 가가야케루호시[*], 카가야케루호시)은 코마츠 미호의 2번째 싱글이다. 1997년 9월 25일에 아메무라 오타운 레코드에서 발매됐다.

## 개요
- 레이블을 빙이 오사카에 신설한 아메무라 오타운 레코드에 이적하고나서의 제1탄 싱글이며, 레이블로도 제1호 작품이 됐다. 원래는 레이블 이적 직후인 1997년 8월 27일에(당시의 CD 번호는 SFDJ-1001) 발매할 예정이었지만, 레이블명 개칭에 의한 품번이행에 의해서 발매 연기되고 있다.
- 제작상의 의도에 의해서 인트로와 아우트로나, 1절의 A멜로의 부분 등 곳곳에서 레코드 노이즈가 들어가있다. 또, 이 곡은 14번째 싱글 〈마지막 요새〉에 〈빛나는 별 <delightful ver.>〉로도 재편곡 수록되어있다.
- 이 곡은 전작과 마찬가지 아날로그반이 존재하며, 프로모션 비디오에서도 확인할 수 있지만, 프로모션 비디오 촬영을 위해서 만들어진 비매품이기에 입수할 수는 없다.
- 타이업이 어린이용 애니메이션 방송인 것을 고려해서, 애니메이션 온에어의 가사 크레딧은 모두 히라가나로 기재되어있었다. 또, CD가 발매되고 정식 가사가 발표되기까지는 잡지 등에서 가사가 게재될 때도 모두 히라가나로 쓰여져있었다.

## 수록곡
1. 빛나는 별(輝ける星)
  - 작사·작곡: 코마츠 미호, 편곡: 후루이 히로히토

TV 아사히계 애니메이션 《닌자펭귄 땡글이》 닫는 곡
2. 상처 자국을 더듬으면(傷あとをたどれば)
  - 작사·작곡: 코마츠 미호, 편곡: 후루이 히로히토
3. 빛나는 별 (original karaoke)
4. 상처 자국을 더듬으면 (original karaoke)

## 같이 보기
- 후루이 히로히토